# Gołąb brunatny
Gołąb brunatny (Columba eversmanni) – gatunek średniej wielkości wędrownego ptaka z rodziny gołębiowatych (Columbidae). Występuje w środkowej części Azji, a zimuje na południu tego kontynentu. Narażony na wyginięcie.

## Taksonomia
Po raz pierwszy zgodnie z zasadami nazewnictwa binominalnego gatunek ten opisał Karol Lucjan Bonaparte w 1856 na łamach Comptes rendus hebdomadaires des séances de l’Académie des sciences. Nowemu gatunkowi nadał nazwę Columba eversmanni, podtrzymywaną obecnie przez Międzynarodowy Komitet Ornitologiczny (IOC). Holotyp pochodził z zachodniej lub centralnej Azji. Gołąb brunatny blisko spokrewniony jest z siniakiem (C. oenas) i gołębiem somalijskim (C. oliviae). Jest to gatunek monotypowy. Zasięgi występowania gołębia brunatnego i somalijskiego są całkowicie odrębne, zasięg siniaka pokrywa się z tym gołębia brunatnego w jego wschodniej części. Te trzy gatunki wywodzą się od wspólnego przodka żyjącego stosunkowo niedawno.

## Morfologia
Długość ciała wynosi 25–31 cm, masa ciała 183–234 g. Upierzenie jasnoszare o wzorze raczej łuskowanym. Czoło, ciemię i kantarek winnobrązowe. Grzbiet i pokrywy podskrzydłowe mają zmienną barwę, od białokremowej po szarawą, przy czym grzbiet jest nieznacznie jaśniejszy. Nie występuje wyraźnie zaznaczony ciemny pas na sterówkach. Czarne paski skrzydłowe krótkie i ograniczone do wewnętrznych pokryw skrzydłowych większych, niekiedy zachodzą na lotki III rzędu. Ciemnozielono-fioletowo-brązowa opalizacja piór na boku szyi obejmuje również niższą część gardła. U osobników dorosłych tęczówka jest żółtawa, dziób i skóra wokół oka żółte. Osobniki młodociane mają tęczówkę o brązowym odcieniu.

## Zasięg występowania
Obszary lęgowe gołębi brunatnych rozciągają się na terenie środkowej Azji, od Jeziora Aralskiego po Tienszan i dalej na południe po północno-wschodni Iran oraz północny i zachodni Afganistan. Zimowiska położone są w południowo-wschodnim Iranie, w Pakistanie i północno-zachodnich Indiach. BirdLife International szacuje zasięg występowania na 3,05 mln km². Migracja z terenów lęgowych następuje w październiku i w listopadzie, zaś z zimowisk gołębie brunatne wracają w kwietniu.

## Ekologia i zachowanie
Środowiskiem życia gołębi brunatnych są stepy i przyległe niziny na średnich szerokościach geograficznych, pojawiają się nawet na pustyniach. W zimie pojawiają się na otwartych terenach upraw, chętnie odwiedzają plantacje morw (Morus), odpoczywają również w zgrupowaniach topoli, mango i Vachellia nilotica. Odnotowywane były do 1500 m n.p.m. Nie oddalają się zbytnio od źródeł wody. Żerują na ziemi, zjadają nasiona, również kukurydzy i innych zbóż na ścierniskach. Prawdopodobnie niechętnie się odzywają, niewiele głosów udokumentowano. Bywają towarzyskie, zwłaszcza w zimie, gdy widywano duże stada. Gołębie brunatne przebywają w małych grupach lub stadach.

### Lęgi
Okres lęgowy trwa od kwietnia do sierpnia. Gniazda umieszczone są w szczelinach skalnych w klifach, norach krasek zwyczajnych (Coracias garrulus), spróchniałych drzewach, a niekiedy w zniszczonych budynkach. Brak informacji o zalotach. Gniazdo nie ma wyściółki. Zniesienie liczy 2 jaja o białej skorupce.

## Status zagrożenia
IUCN uznaje gołębia brunatnego za gatunek narażony na wyginięcie (VU, Vulnerable; stan w 2022). Status nadano ze względu na przypuszczalny spadek liczebności i zmniejszenie się zasięgu występowania. Dawniej zagubione ptaki docierały do europejskiej części Rosji. Liczebność populacji szacuje się na 10–20 tysięcy dorosłych osobników.